# Saint-Hilaire-la-Treille
Saint-Hilaire-la-Treille é uma comuna francesa na região administrativa da Nova Aquitânia, no departamento de Alto Vienne. Estende-se por uma área de 29,14 km². Em 2010 a comuna tinha 386 habitantes (densidade: 13,2 hab./km²).